# Cosmo Hamilton
Cosmo Hamilton (29 de abril de 1870 – 14 de outubro de 1942), nascido Henry Charles Hamilton Gibbs, foi um romancista e dramaturgo inglês. Era irmão dos escritores A. Hamilton Gibbs e Sir Philip Gibbs. Seus musicais de Londres incluem The Catch of the Season (1904), The Belle of Mayfair (1906), The Beauty of Bath (1906). Foi tenente da Royal Naval Air Service (en) durante a Primeira Guerra Mundial. Mais tarde escreveu uma série de shows da Broadway, muitos roteiros, e seus romances foram a base para vários filmes.

## Trabalhos
- Plain brown (1909)

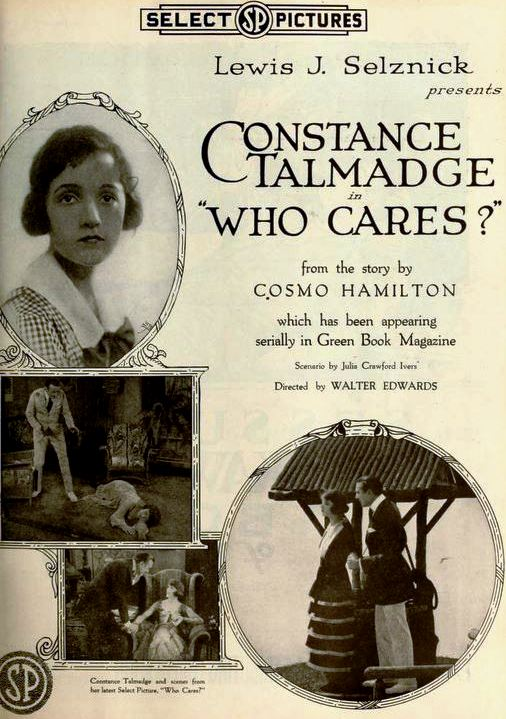
O filme Who Cares? (1919) foi anunciado como sendo baseado no romance de Hamilton

- A Plea for the Younger Generation (1913)
- The Door that Has No Key (1913)
- The Miracle of Love (1914)
- The Sins of the Children (1916)
- Two Kings and Other Romances (1917)
- Who Cares? A Story of Adolescence (1919) ISBN 978-1-4069-2525-8
- The Rustle of Silk (1922)
- His Majesty, the King: A Romantic Love Chase of the Seventeenth Century (1926) ISBN 978-0-548-02418-8

## Outras pesquisas
- Twentieth Century Authors: A Biographical Dictionary of Modern Literature, editado por Stanley J. Kunitz e Howard Haycraft, Nova Iorque, The H. W. Wilson Company, 1942.